# Unterseeboot 263
Le Unterseeboot 263 (ou U-263) est un sous-marin allemand (U-Boot) de type VII.C utilisé par la Kriegsmarine (marine de guerre allemande) pendant la Seconde Guerre mondiale.

## Historique
Mis en service le 6 mai 1942, l'Unterseeboot 263 reçoit sa formation de base à Danzig au sein de la 8. Unterseebootsflottille jusqu'au 31 octobre 1942, puis l'U-263 intègre sa formation de combat à la base sous-marine de Brest avec la 1. Unterseebootsflottille.
L'Unterseeboot 263 effectue deux patrouilles dans lesquelles il coulé deux navires marchands ennemis pour un total de 12 376 tonneaux au cours de ses 36 jours en mer.
Il réalise sa première patrouille, quittant le port de Kiel le 27 octobre 1942 sous les ordres de Kurt Nölke.

Le 20 novembre 1942, après une attaque avec succès contre deux cargos pour un total de 12 376 tonneaux, l'escorte du convoi lui lance 119 grenades sous-marines. De graves dommages forcent l'U-263 à rentrer au port.

Le 24 novembre 1942, quatre jours après avoir été sérieusement endommagé, sur le chemin vers la France, un bombardier Lockheed Hudson britannique (Squadron 233) localise l'U-263 à l'ouest de Gibraltar et lui lance quatre grenades sous-marines. Des dégâts supplémentaires lui sont occasionnés, privant l'U-Boot de pouvoirplonger. L'état-major des sous-marins allemands (commandement des U-Boote ou BdU) l'autorise à rallier l'Espagne, mais l'U-263 choisit la route vers la France.
Le 26 novembre 1942, l'U-263 rencontre un sous-marin ennemi, qui lui tire deux torpilles le manquant.

Après 34 jours en mer, l'U-263 rejoint la base sous-marine de La Rochelle (La Pallice) le 29 novembre 1942. Les dommages subis nécessitent treize mois de réparations.
Pour sa deuxième patrouille, il quitte La Rochelle le 19 janvier 1944 toujours sous les ordres du korvettenkapitän Kurt Nölke. Le lendemain de son départ, l'U-263 coule le 20 janvier 1944 dans le Golfe de Gascogne près de La Rochelle à la position géographique de 46° 06′ N, 1° 36′ O durant un exercice de plongée.
Les 51 membres d'équipage meurent dans ce naufrage.
Dans les années 2000, localisé à 29 m de profondeur près de La Rochelle, l'U-Boot est devenu un site de plongée.

## Affectations successives
- 8. Unterseebootsflottille à Danzig du 6 mai au 31 octobre 1942 (entrainement)
- 1. Unterseebootsflottille à Brest du 1er novembre 1942 au 20 janvier 1944 (service actif)

## Commandement
- Kurt Nölke du 6 mai au 19 décembre 1942
- Korvettenkapitän Kurt Nölke de 12 février 1943 au 20 janvier 1944

Nota: Les noms de commandants sans indication de grade signifie que leur grade n'est pas connu avec certitude à notre époque (2013) à la date de la prise de commandement.

## Patrouilles
|       | Commandant         | Départ          | Départ     | Arrivée          | Arrivée    | Jours    | Succès   |
| ----- | ------------------ | --------------- | ---------- | ---------------- | ---------- | -------- | -------- |
| 1     | Kurt Nölke         | 27 octobre 1942 | Kiel       | 29 novembre 1942 | La Pallice | 34 jours | 12 376   |
| 2     | KrvKpt. Kurt Nölke | 19 janvier 1944 | La Pallice | 20 janvier 1944  | Coulé      | 2 jours  |          |
| Total | Total              | Total           | Total      | Total            | Total      | 36 jours | 12 376 t |

Note : KrvKpt. = Korvettenkapitän 

Nota: Les noms de commandants sans indication de grade signifie que leur grade n'est pas connu avec certitude à notre époque (2013) à la date de la prise de commandement.

### Opérations Wolfpack
L'U-263 a opéré avec les Wolfpacks (meute de loups) durant sa carrière opérationnelle:
1. Westwall (8 novembre 1942 - 24 novembre 1942)

## Navires coulés
L'Unterseeboot 263 a coulé deux navires marchands ennemis pour un total de 12 376 tonneaux au cours des deux patrouilles (36 jours en mer) qu'il effectua.
| Date             | Nom du navire | Nationalité | Convoi | Tonnage | Fait  |
| ---------------- | ------------- | ----------- | ------ | ------- | ----- |
| 20 novembre 1942 | Grangepark    | Royaume-Uni | KMS-3  | 5 132   | Coulé |
| 20 novembre 1942 | Prins Harald  | Norvège     | KMS-3  | 7 244   | Coulé |

### Source et bibliographie
- (en) Cet article est partiellement ou en totalité issu de l’article de Wikipédia en anglais intitulé « German submarine U-263 » (voir la liste des auteurs).
- Chris Bishop, historien militaire (trad. de l'anglais par Christian Muguet), Les sous-marins de la Kriegsmarine : 1939-1945 : le guide d'identification des sous-marins [« The spellmount submarine identification guide : Kriegsmarine U-boats 1939-1945 »], Paris, Éd. de Lodi, 2008, 192 p. (ISBN 978-2-84690-327-1, OCLC 470721805, BNF 41298980)